# Oracle Park
L'Oracle Park è uno stadio di baseball di San Francisco, in California, situato presso il quartiere di South Beach. Ospita le partite casalinghe dei San Francisco Giants, squadra della Major League Baseball.
Inizialmente lo stadio era noto come Pacific Bell Park per ragioni di sponsorizzazione, ma dal 2004 al 2006 è stato denominato SBC Park, vista l'acquisizione di Pacific Bell da parte di SBC Communications. Dal 2006 al gennaio 2019 è stato denominato AT&T Park a seguito dell'unione di SBC con la compagnia di telecomunicazioni AT&T.
Nel 2018 ha ospitato la Coppa del Mondo di rugby a 7.

## Descrizione
L'impianto è diventato la casa dei San Francisco Giants a partire dall'aprile 2000, quando la squadra neroarancio vi si trasferì abbandonando il vecchio Candlestick Park.
I primi lavori di costruzione iniziarono l'11 dicembre 1997 presso la China Basin, una zona industriale che si affaccia sulla baia di San Francisco. Un team di ingegneri della Università della California a Davis è stato consultato nel processo di progettazione dello stadio, anche per limitare gli effetti del vento. Le temperature registrate qui sono risultate essere meno fredde rispetto a quelle che si registravano al Candlestick Park: nonostante ciò, non è raro trovare spettatori con giacche invernali anche durante l'estate, a causa delle temperature medie della città.
Il costo totale per la sua edificazione è stato di 357 milioni di dollari. È stato il primo campo da baseball della Major League costruito senza fondi pubblici a partire dal completamento del Dodger Stadium di Los Angeles, avvenuto nel 1962.